# Skansens koloniträdgård
Skansens koloniträdgård är en koloniträdgård som finns på Skansen i Stockholm. Koloniträdgården består av två lotter med var sin tidstypiska stuga.  Kolonin anlades 1997 i ytterkanten av Skansens stadskvarter. Läget symboliserar den historiska placeringen av Sveriges koloniträdgårdar i trakterna mellan stad och land.
Skansens två kolonistugor flyttades 1997 från Södra Tantolunden på Södermalm i Stockholm, till Skansen. Den röda representerar 1920-talet och den gula 1940-talet. De uppfördes ursprungligen omkring 1920. Båda kolonistugorna omges av tidstypiska trädgårdar med  nyttoväxter och blommor och av det då vanliga rödmålade spjälstaketet med vita spetsar. 

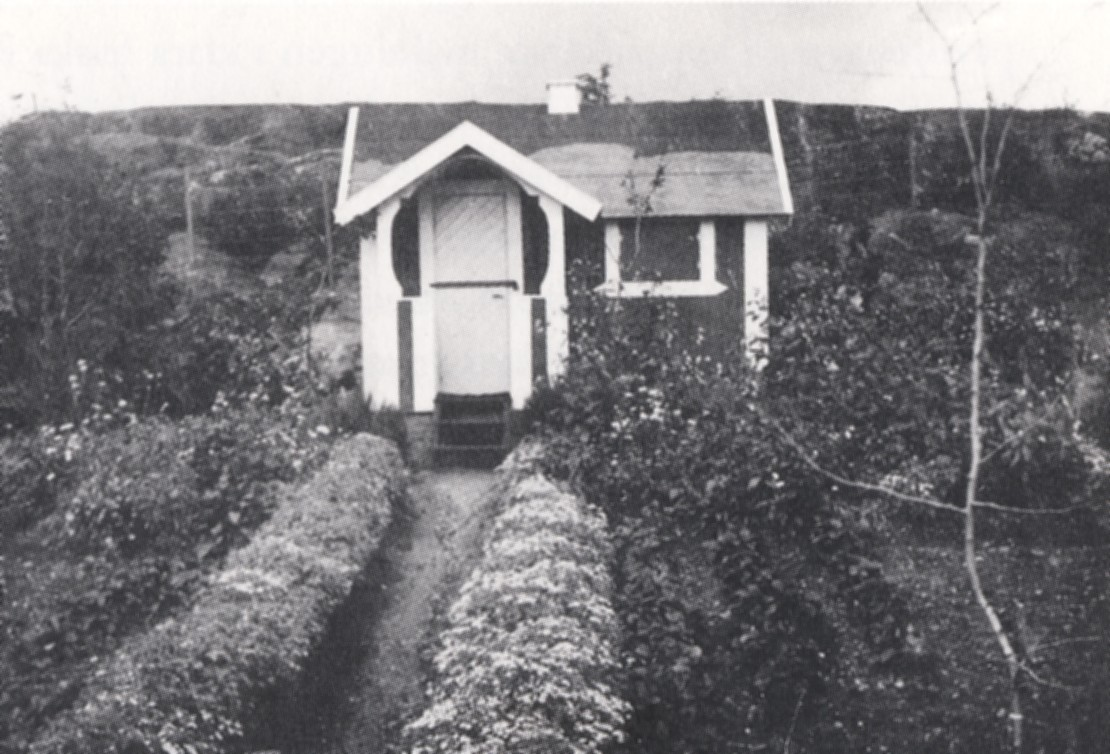
Äldre stuga på Tantolunden, som liknar Skansens 1920-tals stuga.

Det var stränga krav hur stugorna skulle gestaltas och koloniträdgårdsföreningen brukade tillhandahålla typritningar som upprättades av kända arkitekter, bland annat Ragnar Östberg och Lars Israel Wahlman.
Den röda 1920-tals stugan mäter 2,20 x 3,50 meter och består av ett rum och ett minimalt kök som ligger direkt till vänster om entrén. Väggarna är tapetserade med en nytryckt tapet som överensstämmer med originaltapeten. Stugan har en enkel inredning med bord, stolar, soffa samt en liten vedspis. Det var inte meningen att bo i stugan. Det var egentligen bara ett väderskydd, livet på kolonin avspeglade sig ute i trädgården. Att komma ut till den friska luften efter dagens arbete var just meningen med kolonidén, som introducerades av Anna Lindhagen och hennes väninna Anna Åbergsson i början av 1900-talet. Under båda världskrigen var odlingen av nyttoväxter på den egna lotten med bland annat rotfrukter ett viktigt bidrag till livsmedelsförsörjningen för kolonisterna.
Den gula 1940- tals stugan är något bekvämare och trivsammare. Yttermåtten är 2,30 x 2,45 meter. Den består av ett "allrum" som är inredd med matbord, stolar och en kökssoffa. På väggarna sitter originaltapet från 1940-talet. För matlagning finns ett litet köksbord med väggskåp däröver. En liten vedspis tjänade som uppvärmningskälla och användes även till matlagning, förmodligen huvudsakligen till att koka kaffe. Utanför finns terrasser och trädgårdsmöbler samt grusade gångar.

## Bilder

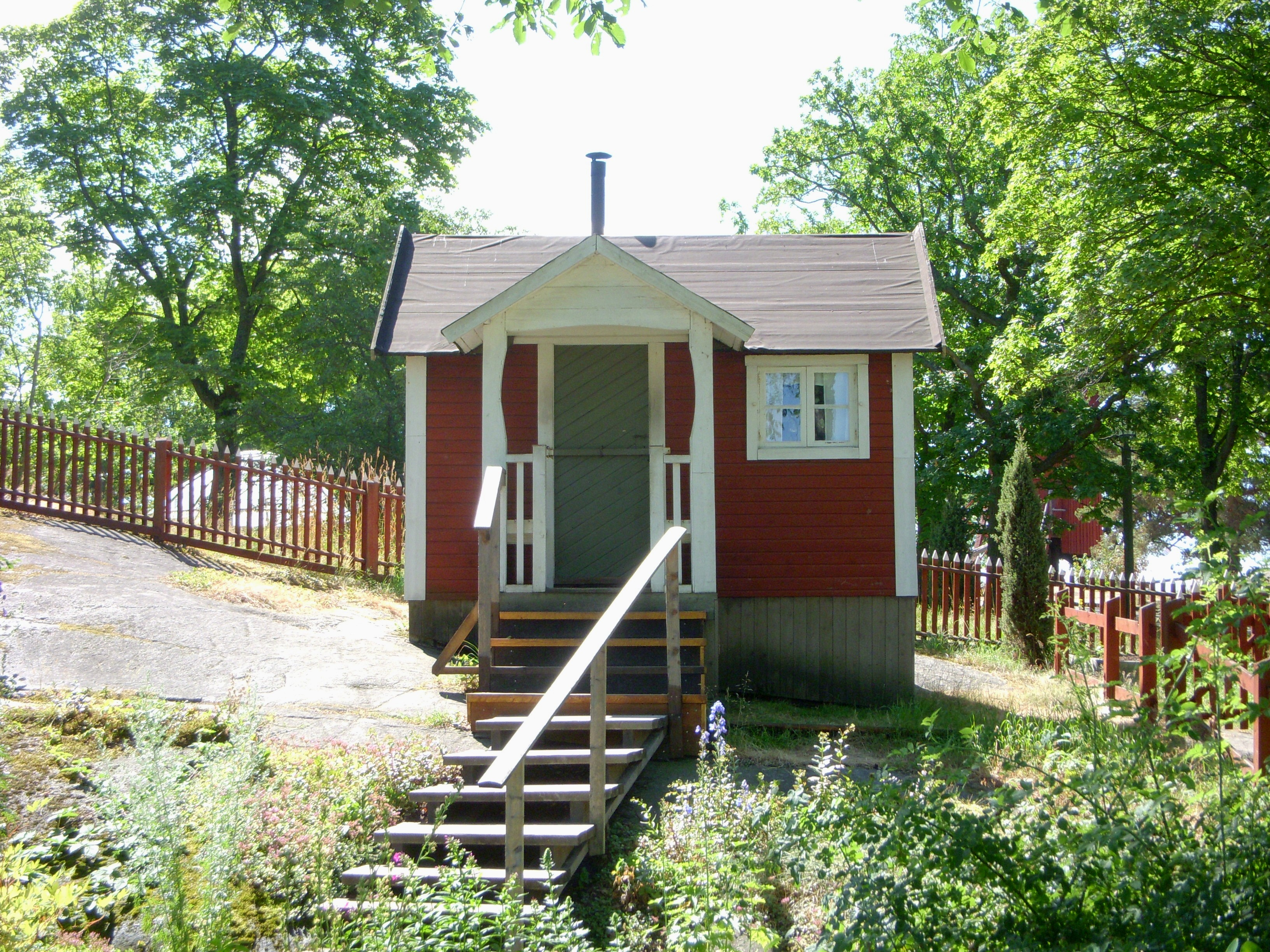
1920-talet
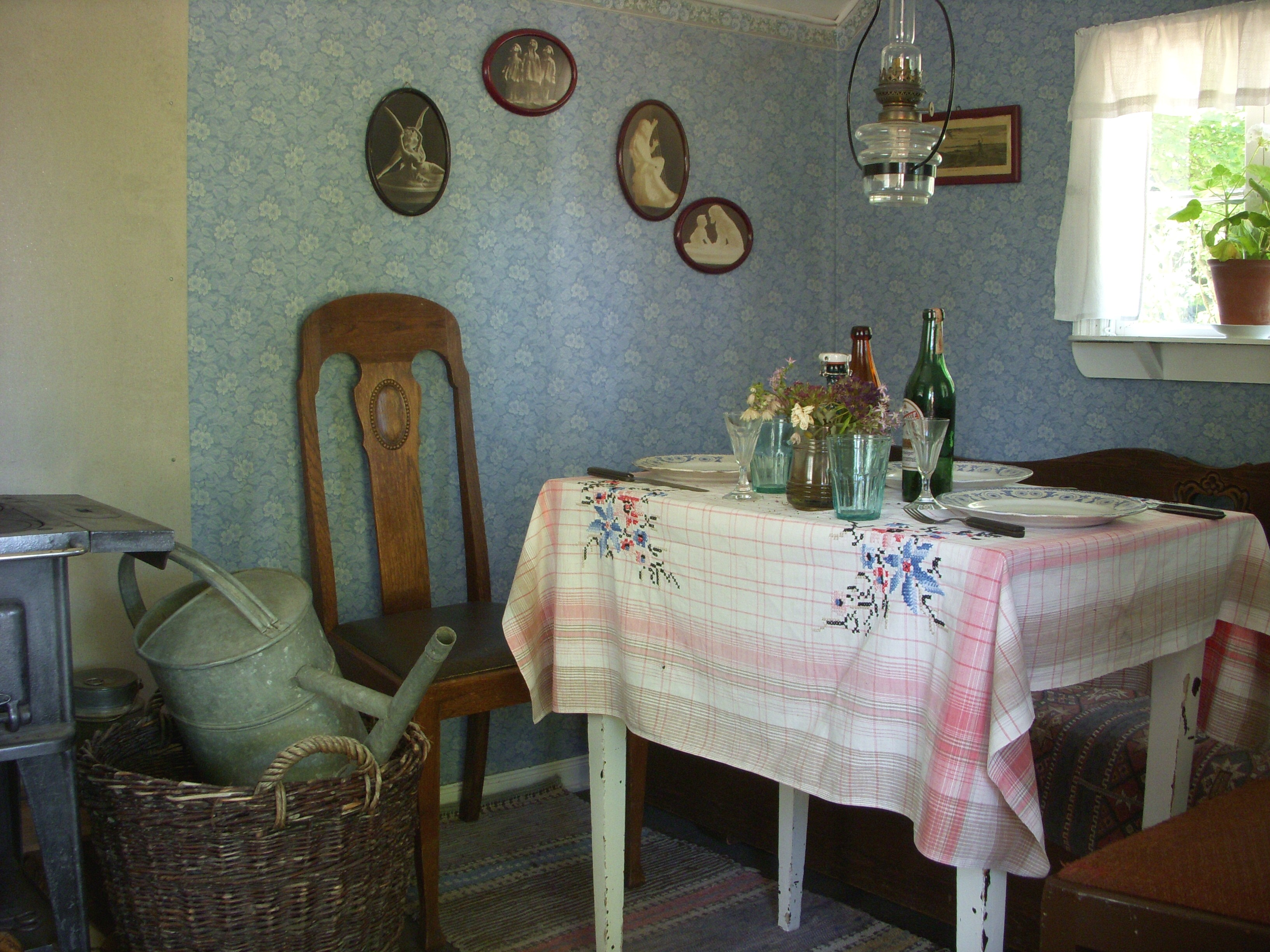
1920-talet
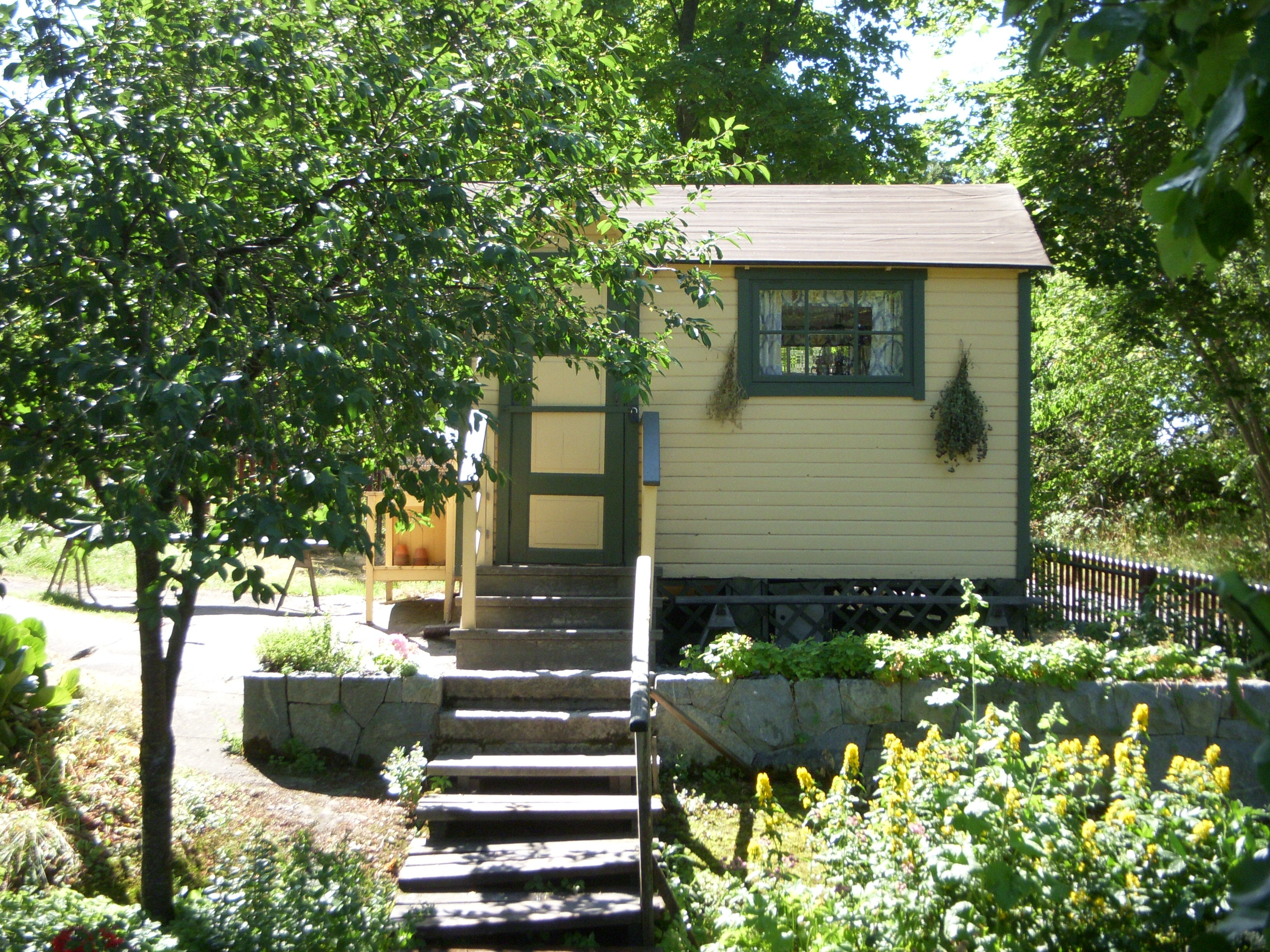
1940-talet
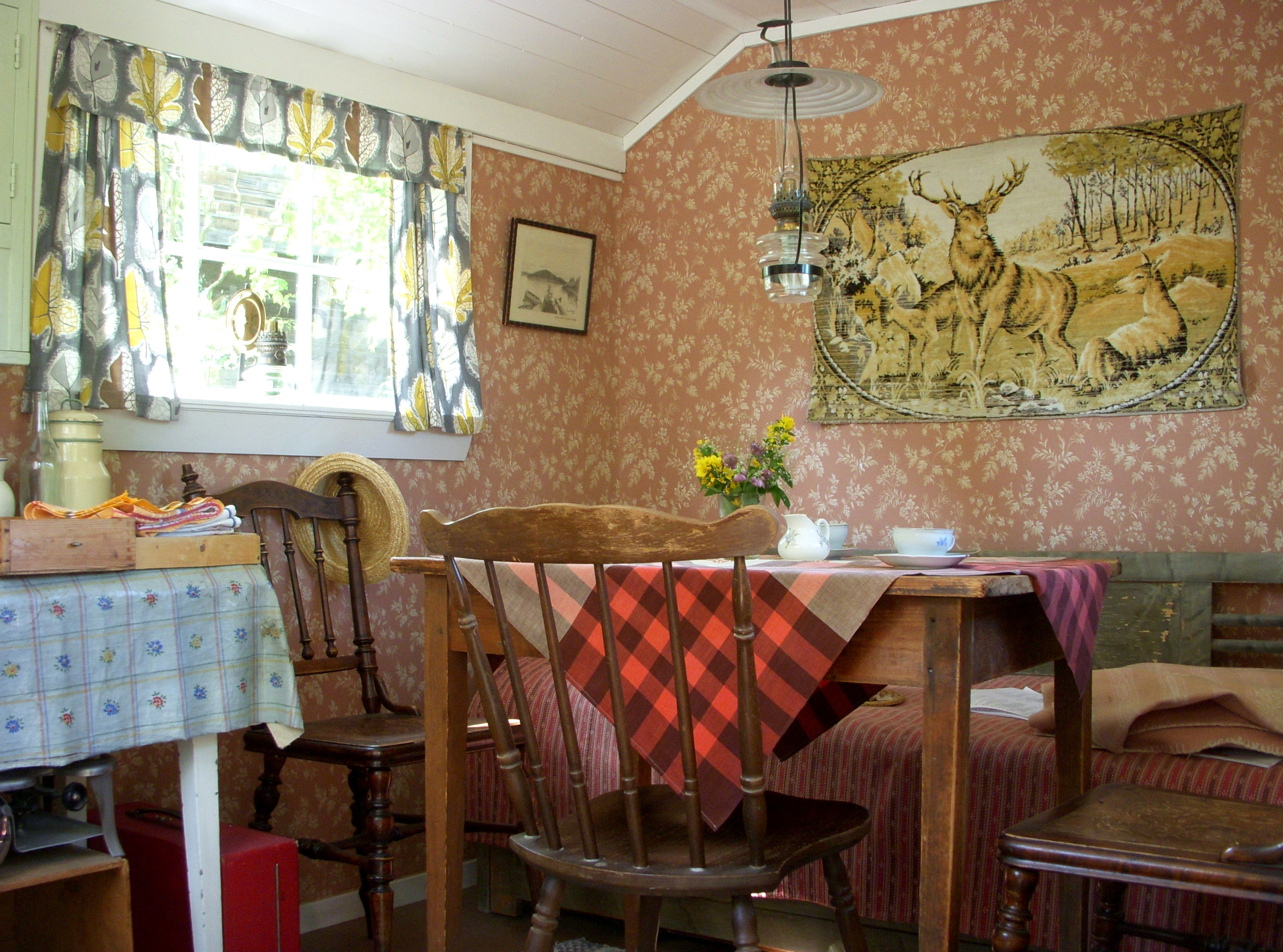
1940-talet